# Vilar Barroco
Vilar Barroco is een plaats (freguesia) in de Portugese gemeente Oleiros en telt 159 inwoners (2001).